# Wahlen zum Senat der Vereinigten Staaten 1936
Am 3. November 1936, bzw. am 14. September im Bundesstaat Maine, wurde in den Vereinigten Staaten ein Drittel der Mitglieder des US-Senats gewählt. Die Wahlen waren Teil der allgemeinen Wahlen zum 75. Kongress der Vereinigten Staaten in jenem Jahr, bei denen auch alle Abgeordneten des Repräsentantenhauses gewählt wurden. Gleichzeitig fand auch die Präsidentschaftswahl des Jahres 1936 statt, die der Demokratische Amtsinhaber Franklin D. Roosevelt gewann.
Seit der Verabschiedung des 17. Zusatzartikel zur Verfassung der Vereinigten Staaten im Jahr 1913 werden alle US-Senatoren in ihrem jeweiligen Bundesstaat direkt vom Volk ihres Staates gewählt. Dabei stellt jeder Bundesstaat 2 Senatoren. Nach der Verfassung der Vereinigten Staaten werden US-Senatoren auf sechs Jahre gewählt. Allerdings werden nie alle Senatsmitglieder gleichzeitig gewählt. Die Wahlen folgen einem Schema, wonach alle zwei Jahre ein Drittel der Senatoren zeitgleich mit den Wahlen zum US-Repräsentantenhaus gewählt werden. Zu diesem Zweck ist der Senat in drei Klassen eingeteilt, die das Wahljahr der Senatoren bestimmen. Im Jahr 1936 standen die Senatoren der Klasse II zur Wahl. Zu diesem Zeitpunkt bestanden die Vereinigten Staaten aus 48 Bundesstaaten. Daraus ergibt sich die Zahl von insgesamt 96 Senatoren, von denen 36 zur Wahl standen. Auch in dieser Wahl setzte sich die bereits im Jahr 1930 begonnene Erfolgsserie der Demokraten fort. Sie hatten 1932 und 1934 deutliche Mehrheiten im Senat, wie übrigens auch im Repräsentantenhaus, errungen. Im Jahr 1936 erreichte dieser Trend nun seinen Höhepunkt. Im Vergleich zu den Wahlen des Jahres 1934 bauten die Demokraten ihre Zweidrittelmehrheit um weitere sieben Mandate auf nunmehr 76 Sitze auf. Gleichzeitig erreichten die Republikaner mit nur 16 Mandaten einen Tiefpunkt ihrer Wahlergebnisse. Der Grund für diese Entwicklung ist vor allem in der Politik der Bundesregierung von Präsident Roosevelt zu sehen, der mit seiner New Deal Politik allmählich die Folgen der großen Depression unter Kontrolle bekam. Das Wahlergebnis spiegelte die damalige Zufriedenheit der Wähler mit dieser Politik wider.

## Senatszusammensetzung nach der Wahl
- Demokratische Partei: 74 (69)[1]
- Republikanische Partei: 17 (22)
- Farmer and Labor Party in Minnesota: 2 (2)
- Progressive Party: 1 (1)
- Unabhängiger 1 (0) (aus Nebraska, vormals Republikaner)

Gesamt: 96
In Klammern sind die Ergebnisse der letzten Wahlen vom 6. November 1934. Veränderungen im Verlauf der Legislaturperiode, die nicht die Wahlen an sich betreffen, sind bei diesen Zahlen nicht berücksichtigt. Werden aber im Artikel über den 75. Kongress im Abschnitt über die Mitglieder des Senats bei den entsprechenden Namen der Senatoren vermerkt.
Zu Veränderungen nach der Wahl siehe auch Liste der Mitglieder des Senats im 75. Kongress der Vereinigten Staaten.